# Serge Brussolo
Serge Brussolo (Parigi, 31 maggio 1951) è uno scrittore francese.
Ha pubblicato anche con gli pseudonimi Zeb Chillicothe, Doom Kitty, D Morlok e Akira Suzuko.

## Biografia
Ha avuto molto presto la vocazione della scrittura e della pittura, fin dall'età di dodici anni, ha iniziato a cercare di farsi pubblicare. Dopo avere seguito studi di lettere e di psicologia, ha esercitato molti piccoli lavori, pur non rinunciando alla scrittura.
Il primo riconoscimento arriva nel 1978, quando appare il suo primo racconto, Funnyway, nell'antologia Futurs au présent diretta da Philippe Curval. Questo testo sarà premiato con il Grand Prix de l'Imaginaire nel 1979.
Ha ricevuto altre due volte lo stesso riconoscimento, ma nella categoria Roman francophone, nel 1981 per Vue en coupe d'une ville malade e nel 1988 per Opération «serrures carnivores». È del 1995 un altro premio, Le grand prix RTL per La Moisson d'hiver.
Scrittore molto prolifico, all'inizio degli anni 1990 si orienta verso la scrittura di thriller e di romanzi polizieschi. Nel 1995 pubblica Conan Lord, carnets secrets d'un cambrioleur, romanzo nel quale inventa un nuovo personaggio, un tipo di anti-eroe che non sopporta più di scorgere il suo riflesso, e graffia gli specchi con un diamante come firma. Nominato nel 2000 alla direzione letteraria delle Edizioni La Maschera, ha aggiunto alla sua ampia bibliografia la pubblicazione di molti libri per la gioventù, in particolare le serie Peggy Sue e gli invisibili e Sigrid e i mondi perduti. 
La sua opera è caratterizzata da una fervida ed originale immaginazione, associata a una scrittura nervosa ed efficace. Serge Brussolo ama spesso sviluppare società che si evolvono in un ambiente ristretto, attraverso una specie di piccola scalata alla civilizzazione.

## Opere
- Vue en coupe d'une ville malade, 1980 - raccolta di racconti
- Les Sentinelles d'Almoha, 1981
- Aussi lourd que le vent, 1981 - raccolta di racconti
- Sommeil de sang, 1982 
  - Sonno di sangue, Mondadori, 1989, Urania 1104
- Les Mangeurs de murailles, 1982
- Portrait du diable en chapeau melon, 1982
- Traque la mort, 1982
- Le Nuisible, 1982
- À l'image du dragon, 1982
- Le Carnaval de fer, 1983
- Le Puzzle de chair, 1983
- Les Semeurs d'abîmes, 1983
  - I seminatori di abissi, Mondadori, 1987, Urania 1061
- Territoire de fièvre, 1983
- Les Lutteurs immobiles, 1983
- Les Bêtes enracinées, 1983
- Ce qui mordait le ciel..., 1984
- Crache-béton, 1984
- Les Fœtus d'acier, 1984
  - I soldati di catrame, Mondadori, 1988, Urania 1081
- La Maison vénéneuse, 1984
- Ambulance cannibale non identifiée, 1985, rivisto e pubblicato come L'Ambulance nel 2005
- Le Rire du lance-flammes, 1985
- Rempart de naufrageurs, 1985
  - Terra di uragani, Mondadori, 1989, Urania 1094
- Abattoir-Opéra, 1985
- Naufrage sur une chaise électrique, 1985
- Enfer vertical en approche rapide, 1986
- La Colère des ténèbres, 1986
  - La collera delle tenebre, Mondadori, 1987, Urania 1040
- Danger, parking miné!, 1986
- Catacombes, 1986, rivisto e pubblicato come L'enfer, c'est à quel étage? nel 2003
- Docteur Squelette, 1986
- Opération "serrures carnivores", 1987
- La Nuit du venin, 1987
- Les Animaux funèbres, 1987
- Procédure d'évacuation immédiate des musées fantômes, 1987
- L'Ombre des gnomes, 1987
- Le Château d'encre, 1988
- Le Voleur d'icebergs, 1988
- Le Tombeau du roi Squelette, 1988
- Les Écorcheours, 1988
- Le Dragon du roi Squelette, 1989
- La Nuit du bombardier, 1989
  - La notte del bombardiere, Mondadori, 1990, Urania 1119
- Boulevard des banquises, 1989
- L'Homme aux yeux de napalm, 1989
- Cauchemar à louer, 1990
- La Meute, 1990
- Le Murmure des loups, 1990
- Krucifix, 1990
- Les Bêtes, 1990
- Les Emmurés, 1990
- Les Rêveurs d'ombre, 1990
- Les Démoniaques, 1991
- Le Vent noir, 1991
- Les inhumains, 1992
- Le Syndrome du scaphandrier, 1992
- 3, place de Byzance, 1992
- L'Armure maudite, 1992
- Rinocerox, 1992
- Capitaine suicide, 1992
- Abimes, 1993
- Hurlemort, 1993
- Derelict, 1993
- Sécurité absolue, 1993
- La Route obscure, 1993
- De l'autre côté du mur des ténèbres, 1993
- Mange-monde, 1993
- Armés et dangereux, 1993
- La Maison de l'aigle, 1994
- Le visiteur sans visage, 1994
  - Il visitatore senza volto, I Neri Mondadori n. 8
- Le Chien de minuit, 1994
- Le Sourire noir, 1994
- La Moisson d'hiver, 1995
- Conan Lord carnets secrets d'un cambrioleur, 1995
- Profession: cadavre, 1995
- La Main froide, 1995
- Conan Lord le pique-nique du crocodile, 1995
- La fille de la nuit, 1996
  - La figlia della notte, I Neri Mondadori n. 2
- Ma vie chez les morts, 1996
- Promenade du bistouri, 1996
- Les Ombres du jardin, 1996
- Le Château des poisons, 1997
- La Cicatrice du chaos, 1997
- Les Enfants du crépuscule, 1997
- L'Armure de vengeance, 1998
- Le Labyrinthe de Pharaon, 1998
- Les Prisonnières de Pharaon, 1999
- Le Livre du grand secret, 1999
- Baignade accompagnée, 1999
- Le Manoir des sortilèges, 1999
- La Chambre indienne, 2000
- Iceberg Ltd, 2000
- Dernières lueurs avant l'aube, 2000
- Le labyrinthe de Pharaon, 2000
- La Princesse noire, 2004
- Les Cavaliers de la pyramide, 2004
- La Mélancolie des Sirènes par trente Mètres de Fond, 2004
- La Maison des murmures, 2005
- La Fille aux cheveux rouges - Le Chemin de cendre, 2006
- La Fille aux cheveux rouges - Rivages incertains, 2006
- La Fenêtre jaune, 2007
- Ceux qui dorment en ces murs, 2007
- Le masque d'argile, 2008
- Dortoir interdit, 2009
- Ceux d'en bas, 2010
- Les louvetiers du roi, 2010
- Anatomik, 2018

### Serie
Les aventures de Marion (Avventure di Marion)
- Pèlerins des ténèbres, 2000
  - I pellegrini delle tenebre, - Editrice Nord, 2005
- La Captive de l'hiver, 2001
  - La prigioniera dell'inverno, Editrice Nord, 2006

D.E.S.T.R.O.Y.
- D.E.S.T.R.O.Y. 1 - L'homme de la banquise, 2007
- D.E.S.T.R.O.Y. 2 - La prisonnière du ciel, 2008
- D.E.S.T.R.O.Y. 3 - Territoires de fièvre, 2008

### Narrativa per ragazzi
Peggy Sue et les fantômes - Peggy Sue e gli invisibili
- Peggy Sue et les fantômes: Le Jour du chien bleu, 2001
  - Il giorno del cane blu, Fanucci, 2002
- Peggy Sue et les fantômes: Le Sommeil du démon, 2001
  - Il sonno del demonio, Fanucci, 2002
- Peggy Sue et les fantômes: Le Papillon des abîmes, 2002 
  - La farfalla degli abissi, - Fanucci, 2003
- Peggy Sue et les fantômes: Le zoo ensorcelé, 2003
  - Lo zoo stregato, Fanucci, 2004
- Peggy Sue et les fantômes: Le Chateau Noir, 2004
  - Il castello nero, Fanucci, 2004
- Peggy Sue et les fantômes: La Bête des souterrains, 2004
  - La creatura del sottosuolo, Fanucci, 2005
- Peggy Sue et les fantômes: La Révolte des dragons, 2005
  - La rivolta dei draghi, Fanucci, 2006
- Peggy Sue et les fantômes: La Jungle Rouge, 2006
  - La giungla rossa, Fanucci, 2007
- Peggy Sue et les fantômes: La Lumière mystérieuse, 2006
  - La luce misteriosa, Fanucci, 2008

Serie inedita in Italia
- - Il Lupo e la fata
  - Il circo maledetto
  - L'albero che non esiste
  - L'uomo con la testa di piombo

Sigrid et le mondes perdus
- - Sigrid e i mondi perduti,
- Sigrid et le mondes perdus: L'Oeil de la pieuvre, 2002
  - L'occhio della piovra, Fanucci, 2003
- Sigrid et le mondes perdus: La fiancée du crapaud, 2002
  - La fidanzata del rospo, Fanucci, 2003
- Sigrid et le mondes perdus: le grand serpent, 2003
  - Il grande serpente, Fanucci, 2004

Sigrid et les mondes perdus: les mangeurs de muraille, 2005
- - La città sommersa, Fanucci, 2005

Elodie e il signore dei sogni
- Élodie et le maitre des Rêves, 2004
  - La principessa senza memoria, Fanucci, 2005

Nouchka
- Nouchka et les géants, 2007
- Nouchka et la couronne maudite, 2007
- Nouchka et la caverne aux mille secrets, 2007

### Con il nome Zeb Chillicothe
in collaborazione con Christian Mantey
- Les Hommes tritons, 1986
- Les Tourmenteurs, 1987
- Les enfants du feu, 1987

### Con il nome Kitty Doom
- L'Empire des abîmes, 1997
- Les Invisibles, 1997
- La Forteresse blanche, 1998

### Con il nome Akiras Suzuko
- Les Harponneurs d'étoiles, 1998
- La Meute hurlante, 1998
- Le Fils des loups, 1999

### Con il nome D.Morlokas
- Le Clan du grand Crâine, 1998
- Les Guerriers du grand Crâine, 1998
- Les Dieux du grand Crâine, 1998

## Nei media
- Dal romanzo A l'image du dragon è stato tratto il film d'animazione del 2004, I figli della pioggia, diretto da Philippe Leclerc.[7]
- Dal romanzo Les Emmurés il regista Gilles Paquet-Brenner ha tratto, del 2009, il film Walled In - Murata viva, con protagonisti Mischa Barton e Pascal Greggory.